# Mysterious love
「mysterious love」（ミステリアス ラブ）は、小松未歩の17枚目のシングル。2002年11月27日にGIZA studioより発売された。規格品番はGZCA-7003。

## 概要
- リミックスアルバム『小松未歩 WONDERFUL WORLD 〜SINGLE REMIXES & MORE〜』と同時発売となった。シングル曲としては久々に大賀好修以外のアレンジャーによる楽曲となった（徳永は編曲以外にバックコーラスも手掛けている）。また、2000年発表の「君の瞳には映らない」以来のオリコントップ20入りとなった。
- 規格品番は、当初GZCA-2053の予定だったが、都合[何の?]によりGZCA-7003となった。
- 累計売上枚数5万枚。

## 収録曲
全作詞・作曲／小松未歩
1. mysterious love　編曲:徳永暁人
日本テレビ系列[2]番宣バラエティ番組『TVおじゃマンボウ』エンディングテーマ。
出版者:日本テレビ音楽
2. 特別になる日　編曲:岡本仁志
出版者:ギザミュージック
3. style of my own 〜遊景〜　編曲:麻井寛史
5thアルバム『小松未歩 5 〜source〜』の収録曲「style of my own」のリアレンジバージョンである。
表ジャケット裏面に記載されている歌詞は「style of my own」と同一であるが、「制作上の意図により、オリジナルの歌詞と異なる部分があります。」との但し書きがある。
出版者:ギザミュージック
4. mysterious love <instrumental>

## 楽曲の収録アルバム
- 『小松未歩 6th 〜花野〜』(#1,2)
- 『小松未歩 ベスト 〜once more〜』(#1)